# Microsa
Microsa es un género de arañas araneomorfas de la familia Gnaphosidae. Se encuentra en las Antillas. 

## Lista de especies
Según The World Spider Catalog 12.0:
- Microsa chickeringi Platnick & Shadab, 1977
- Microsa cubitas Alayón & Platnick, 1993
- Microsa gertschi Platnick, 1978